# إيليا تيريشنكو
إيليا تيريشنكو (بالأوكرانية: Терещенко Ілля Ваграмович)‏ هو لاعب كرة قدم أوكراني في مركز الهجوم، ولد في 27 مايو 1998 في كييف في أوكرانيا. لعب مع نادي بودبريزوفا.

## وصلات خارجية
- إيليا تيريشنكو على موقع اتحاد أوكرانيا (الإنجليزية)
- إيليا تيريشنكو على موقع قاعدة بيانات كرة القدم.إي يو (الإنجليزية)
- إيليا تيريشنكو على موقع Soccerway.com (الإنجليزية)